# Wir seh’n uns wieder
Wir seh’n uns wieder ist ein 1944 entstandener reichsdeutscher Spielfilm von Philipp Lothar Mayring. Die Hauptrollen spielen Rolf Moebius, John Pauls-Harding und Monika Burg.

## Handlung
Der Film spielt während des Zweiten Weltkriegs in einem abgeschiedenen, kleinen Tiroler Bergdorf. Hierhin, nach Trux, haben die Bewohner sechs Angehörige eines Sturmpionierbataillons eingeladen. Untergebracht werden die Männer bei den gastfreundliche Dörflern. Der forsche Fritz Launer, seines Zeichens Gefreiter, findet Unterschlupf bei Ida Schimmelpfennig, der ortsansässigen Hebamme. Unteroffizier Theo Butenschön wird bei den Eltern der hübschen Bärbel untergebracht. Beide Männer stehen in Rivalität um diese junge Frau. Der Gefreite Kummereit wiederum kann einen Schlafplatz bei der Häuslerin Marthe Bichler finden, während der Kölner Pionier Jupp Mewes im Haus der „Almrosen“-Wirtin ein Zimmer findet. Die beiden ranghöchsten Männer, Fähnrich Klaus von Wichmann und Oberleutnant Jochen Groener, werden von Kantor Meinhardt und dessen Tochter Bettina respektive von dem Lehrer Leberecht willkommen geheißen.
Der Erholungsaspekt wird mit der soldatischen Körperertüchtigung kombiniert, und so nehmen alle aus Norddeutschland stammenden Bataillonsangehörigen an dem Skikurs teil, den die attraktive Dorfschullehrerin Christa Bergmann veranstaltet. Rasch kommt es zu zwischenmenschlichen Verwicklungen: So wirbt beispielsweise Oberleutnant Groener um die junge Frau, die dessen Bemühungen kaum zur Kenntnis nimmt. Klaus und seine Gastgeberin Bettina Meinhardt sind da schon weiter: beide haben sich ineinander verliebt. Theo Butenschön hat sich derweil in Bärbel verguckt, und auch die anderen Männer sind einem Flirt mit den Dorfschönheiten nicht abgeneigt. Das amouröse Ferienintermezzo findet ein jähes Ende, als in Trux ein Telegramm eintrifft, in dem die sechs Bataillonssoldaten in die Heimat zurückbeordert werden. Es kommt zu schmerzlichen Verabschiedungen, man verspricht sich jedoch einander: Wir seh’n uns wieder!

## Produktionsnotizen
Die Dreharbeiten begannen am 27. März 1944 und endeten Mitte Juli desselben Jahres, unter anderem in Heiligenblut am Großglockner (Außenaufnahmen). Der Film passierte die Zensur im März 1945 und wurde für die Jugend freigegeben. Die Uraufführung war für die kommenden Wochen vorgesehen, wurde aber durch das nahe Kriegsende verhindert.
Tobis-Herstellungsgruppenleiter Willy Reiber wirkte hier auch als Herstellungsleiter. Gabriel Pellon entwarf die Filmbauten, Oskar Haarbrandt war für den Ton zuständig.

## Kritik
Da der fertige Film keine Uraufführung erhalten hatte, existieren auch keine Kritiken.